# Mîhailivka, Skadovsk
Mîhailivka (în ucraineană Михайлівка) este localitatea de reședință a comunei Mîhailivka din raionul Skadovsk, regiunea Herson, Ucraina.

## Demografie
Componența lingvistică a localității Mîhailivka
     Ucraineană (67,01%)
     Rusă (30,9%)
     Alte limbi (0,42%)
Conform recensământului din 2001, majoritatea populației localității Mîhailivka era vorbitoare de ucraineană (67,01%), existând în minoritate și vorbitori de rusă (30,9%) și armeană (1,49%).